# Paralelní čas
Paralelní čas T(n,p) je jedním z měřítek výkonnosti paralelních algoritmů. Je to čas, který uplyne od začátku paralelního výpočtu do okamžiku, kdy poslední (nejpomalejší) procesor skončí výpočet. Paralelní čas má dvě složky, které se sčítají:
1. výpočetní kroky - aritmetické, logické a paměťové operace,
2. komunikační kroky - operace pro přenos a výměnu informace mezi procesory a jejich synchronizaci. Komunikace závisí na architektuře paralelního počítače, a proto se při hodnocení výkonnosti paralelního algoritmu na ni musí brát ohled.